# 帕里角
帕里角（英語：Parry Point）是南極洲的海岬，位於科茨地，處於法拉韋山西南面46公里的菲爾希納-龍尼冰棚東側，由英聯邦探險隊繪入地圖，現時由南極條約體系管理。